# George Harrison (calciatore)
George Harrison (Church Gresley, 18 giugno 1892 – Church Gresley, 12 febbraio 1939) è stato un calciatore inglese, di ruolo attaccante.

## Caratteristiche tecniche
Era un'ala sinistra.

## Carriera

### Club
Dopo aver segnato una rete in 11 presenze con i Gresley Rovers, nel febbraio del 1911 divenne professionista ed andò a giocare nel Leicester City, club militante nella seconda divisione inglese. In seguito giocò per oltre un decennio con l'Everton, club con cui mise complessivamente a segno 17 reti in 190 presenze nella prima divisione inglese. Durante la prima guerra mondiale trascorse inoltre un periodo in prestito agli scozzesi del Rangers, per poi nel febbraio del 1916 arruolarsi e prendere attivamente parte al conflitto, riprendendo comunque a giocare al termine del conflitto. Al termine della stagione 1922-1923 lasciò l'Everton, continuando però a giocare fino al 1932, all'età di 40 anni, prima al Preston N.E. (due stagioni in prima divisione e sei in seconda divisione) e poi al Blackpool, nuovamente in prima divisione.
Dopo il ritiro soffrì di depressione, morendo suicida il 12 febbraio 1939 all'età di 46 anni.

### Nazionale
Esordì in nazionale il 21 maggio 1921 in una partita amichevole contro il Belgio; il 22 ottobre dello stesso anno giocò la sua seconda ed ultima partita in nazionale, contro l'Irlanda.